# هوتيغ
هوتيغ (بالإنجليزية: Huttig, Arkansas)‏ هي مدينة تقع في مقاطعة يونيون، أركنسو بولاية أركنساس في الولايات المتحدة. تبلغ مساحة هذه المدينة 8 (كم²)، وترتفع عن سطح البحر 31 م، بلغ عدد سكانها 731 نسمة في عام 2000 حسب إحصاء مكتب تعداد الولايات المتحدة.

## التركيبة السكانية
حدّد مكتب تعداد الولايات المتحدة بيانات التركيبة السكانية لهوتيغ في تعداد الولايات المتحدة. في ما يلي، التركيبة السكانية حسب تعدادي 2000 و2010.

### تعداد عام 2000
بلغ عدد سكان هوتيغ 731 نسمة بحسب تعداد عام 2000، وبلغ عدد الأسر 282 أسرة وعدد العائلات 198 عائلة مقيمة في المدينة. في حين سجلت الكثافة السكانية 91.6 نسمة لكل كيلومتر مربع (237.2/ميل2). وبلغ عدد الوحدات السكنية 321 وحدة بمتوسط كثافة قدره 40.2 لكل كيلومتر مربع (104.1/ميل2).
وتوزع التركيب العرقي للمدينة بنسبة 48.70% من البيض و48.43% من الأمريكيين الأفارقة و0.82% من الأمريكيين الأصليين و0.14% من سكان جزر المحيط الهادئ و0.82% من الأعراق الأخرى و1.09% من عرقين مختلطين أو أكثر و1.50% من الهسبانيون أو اللاتينيون من أي عرق.
بلغ عدد الأسر 282 أسرة كانت نسبة 39% منها لديها أطفال تحت سن الثامنة عشر تعيش معهم، وبلغت نسبة الأزواج القاطنين مع بعضهم البعض 50.4% من أصل المجموع الكلي للأسر، ونسبة 16.7% من الأسر كان لديها معيلات من الإناث دون وجود شريك،  بينما كانت نسبة 3.2% من الأسر لديها معيلون من الذكور دون وجود شريكة وكانت نسبة 29.8% من غير العائلات. تألفت نسبة 28% من أصل جميع الأسر من عدة أفراد يعيشون في نفس المنزل ونسبة 12.4% كانت تتألف من شخص يعيش بمفرده يبلغ من العمر 65 عاماً أو أكثر. وبلغ متوسط حجم الأسرة المعيشية 2.59، أما متوسط حجم العائلات فبلغ 3.22.
بلغ العمر الوسطي للسكان 36.1 عاماً. وكانت نسبة 25.9% من القاطنين تحت سن الثامنة عشر، وكانت نسبة 8.9% بين الثامنة عشر والرابعة والعشرين عاماً، ونسبة 29.4% كانت واقعةً في الفئة العمرية ما بين الخامسة والعشرين والرابعة والأربعين عاماً، ونسبة 22.7% كانت ما بين الخامسة والأربعين والرابعة والستين، ونسبة 13.1% كانت ضمن فئة الخامسة والستين عاماً فما فوق. يوجد لكل 100 أنثى 96.0 ذكر، ويوجد لكل 100 أنثى في الثامنة عشر من عمرها فما فوق 88.9 ذكر.
بلغ متوسط دخل الأسرة في المدينة 25,284 دولارًا، أما متوسط دخل العائلة فبلغ 32,000 دولارًا. وكان متوسط دخل الذكور 31,375 دولارًا مقابل 18,056 دولارًا للإناث. وسجل دخل الفرد الخاص بالمدينة 12,215 دولارًا. وكانت نسبة 16.1% من العائلات ونسبة 16.2% من السكان تحت خط الفقر، وكان من هؤلاء نسبة 23.1% تحت سن الثامنة عشر ونسبة 11.3% في الخامسة والستين من العمر وما فوق.

### تعداد عام 2010
بلغ عدد سكان هوتيغ 597 نسمة بحسب تعداد عام 2010، وبلغ عدد الأسر 243 أسرة وعدد العائلات 160 عائلة مقيمة في المدينة. في حين سجلت الكثافة السكانية 74.8 نسمة لكل كيلومتر مربع (193.7/ميل2). وبلغ عدد الوحدات السكنية 304 وحدة بمتوسط كثافة قدره 38.1 لكل كيلومتر مربع (98.7/ميل2).
وتوزع التركيب العرقي للمدينة بنسبة 45.06% من البيض و51.76% من الأمريكيين الأفارقة و1.17% من الأمريكيين الأصليين و0.84% من الأعراق الأخرى و1.17% من عرقين مختلطين أو أكثر و1.17% من الهسبانيون أو اللاتينيون من أي عرق.
بلغ عدد الأسر 243 أسرة كانت نسبة 33.7% منها لديها أطفال تحت سن الثامنة عشر تعيش معهم، وبلغت نسبة الأزواج القاطنين مع بعضهم البعض 42% من أصل المجموع الكلي للأسر، ونسبة 18.9% من الأسر كان لديها معيلات من الإناث دون وجود شريك،  بينما كانت نسبة 4.9% من الأسر لديها معيلون من الذكور دون وجود شريكة وكانت نسبة 34.2% من غير العائلات. تألفت نسبة 30% من أصل جميع الأسر من عدة أفراد يعيشون في نفس المنزل ونسبة 13.2% كانت تتألف من شخص يعيش بمفرده يبلغ من العمر 65 عاماً أو أكثر. وبلغ متوسط حجم الأسرة المعيشية 2.46، أما متوسط حجم العائلات فبلغ 3.08.
بلغ العمر الوسطي للسكان 40.6 عاماً. وكانت نسبة 22.3% من القاطنين تحت سن الثامنة عشر، وكانت نسبة 9.2% بين الثامنة عشر والرابعة والعشرين عاماً، ونسبة 24% كانت واقعةً في الفئة العمرية ما بين الخامسة والعشرين والرابعة والأربعين عاماً، ونسبة 31.5% كانت ما بين الخامسة والأربعين والرابعة والستين، ونسبة 13.1% كانت ضمن فئة الخامسة والستين عاماً فما فوق. وتوزع التركيب الجنسي للسكان بنسبة 48.1% ذكور و51.9% إناث.

## وصلات خارجية
- The US50 - Cities and Towns in Arkansas State
- 2012 United States Census Estimate